# 2011 у кіно
Події в кіно у 2011 році.
2011 рік в кіно є 123 роком в історії світової кінематографії. Він характеризується виходом в прокат найбільшої кількості фільмів-сиквелів — 27.

## Події
- Січень
  - 16 січня — 68-ма церемонія Золотий глобус
  - 20-30 січня — 27-й щорічний кінофестиваль «Санденс»
  - 22 січня — 22 церемонія вручення нагород Американської гільдії продюсерів
  - 30 січня — 17-та церемонія вручення премії Гільдії кіноакторів США
- Лютий
  - 10-20 лютого — 61-й міжнародний Берлінський кінофестиваль
  - 13 лютого — 25 церемонія вручення премії Гойя
  - 13 лютого — 64 церемонія вручення премії BAFTA
  - 25 лютого — 36 церемонія вручення премії Сезар
  - 26 лютого — 31-ша Золота малина
  - 26 лютого — 25 церемонія вручення премії «Незалежний дух»
  - 27 лютого — 83-тя церемонія вручення премії Оскар
- Травень
  - 11-22 травня — 64-й міжнародний Каннський кінофестиваль
- Червень
  - 5 червня — церемонія вручення премії 2011 MTV Movie Awards
  - 23 червня — 37-ма церемонія вручення премії Сатурна
- Липень
  - 15-23 липня — 2-й Одеський міжнародний кінофестиваль
- Серпень
  - 3-13 серпня — 64-й Міжнародний кінофестиваль у Локарно
  - 31 серпня — 10 вересня — 68-мий міжнародний Венеційський кінофестиваль
- Вересень
  - 16-24 вересня — 59 Міжнародний кінофестиваль у Сан-Себастьяні
- Жовтень
  - 7-16 жовтня — 27 Варшавський міжнародний кінофестиваль
  - 18-26 жовтня — 41-й міжнародний кінофестиваль «Молодість»
  - 22-30 жовтня — 24 Міжнародний кінофестиваль у Токіо
- Грудень
  - 3 грудня — 24 церемонія вручення премії «Європейський кіноприз»

## Кінонагороди

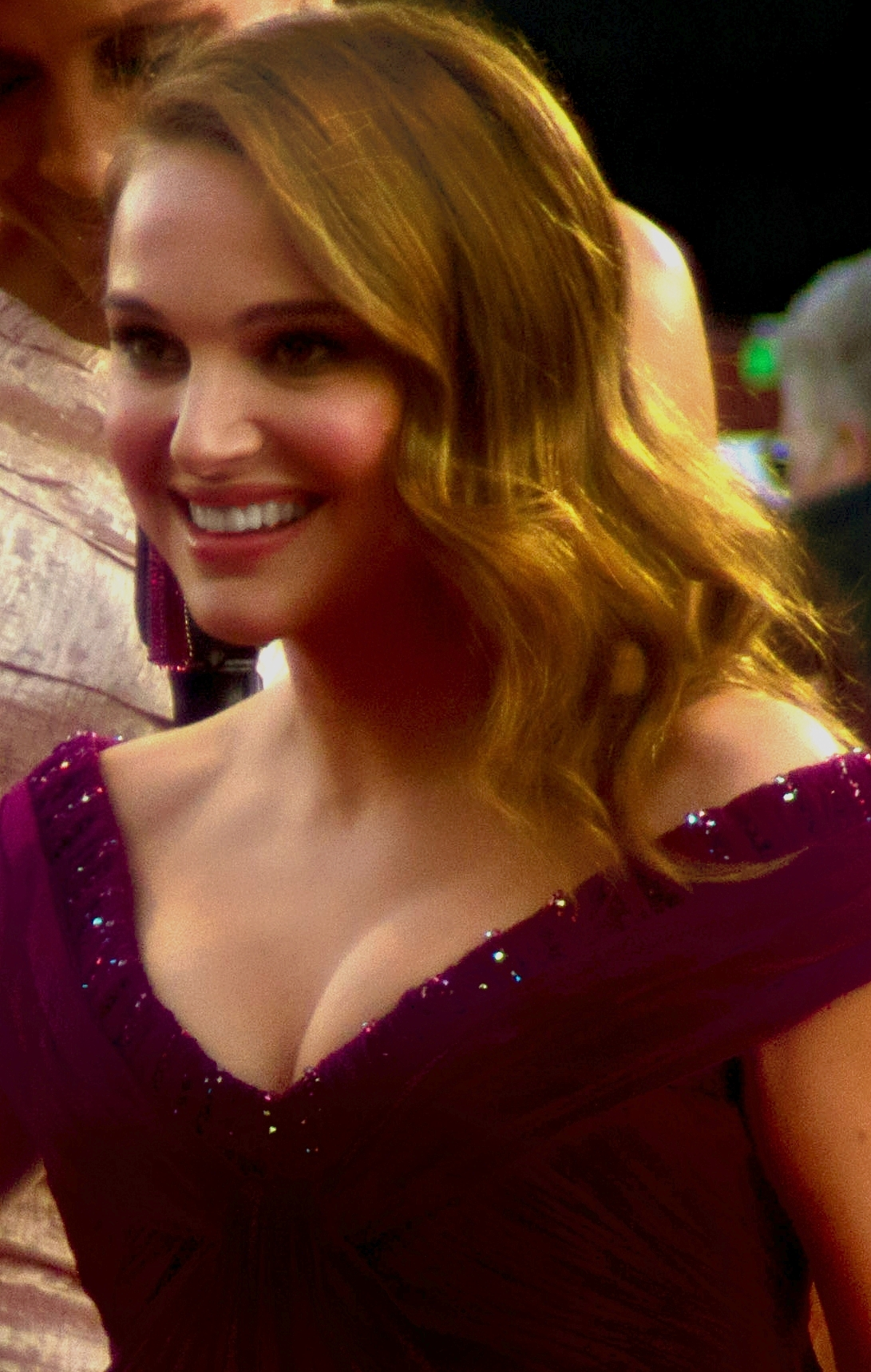
Наталі Портман, акторка, володарка «Золотого Глобуса», премії «BAFTA» і «Оскара» за головну роль у фільмі Чорний лебідь

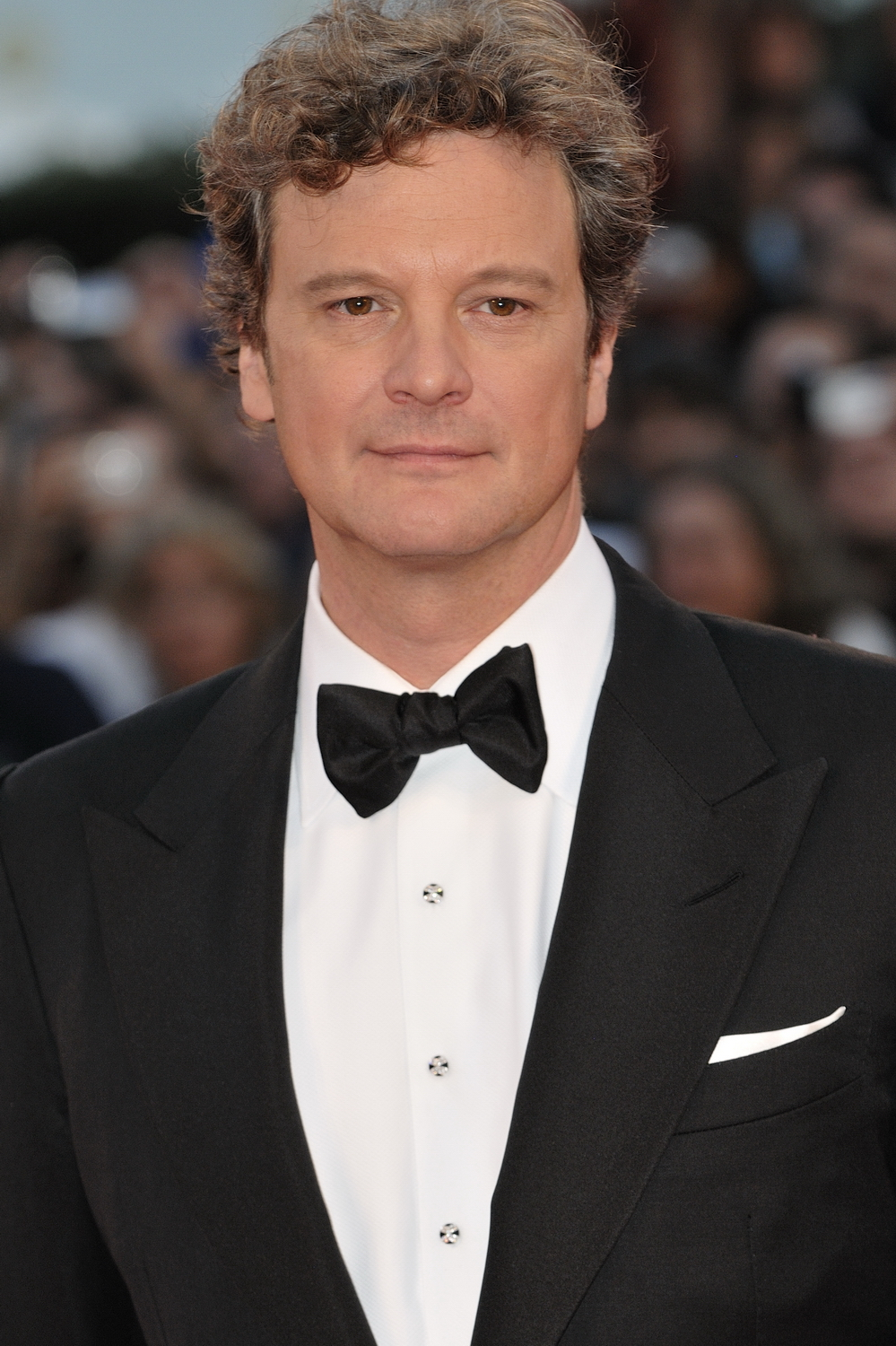
Колін Ферт, актор, володар «Золотого Глобуса», премії «BAFTA», «Оскара» і «Європейського кінопризу» за головну роль у фільмі Промова короля

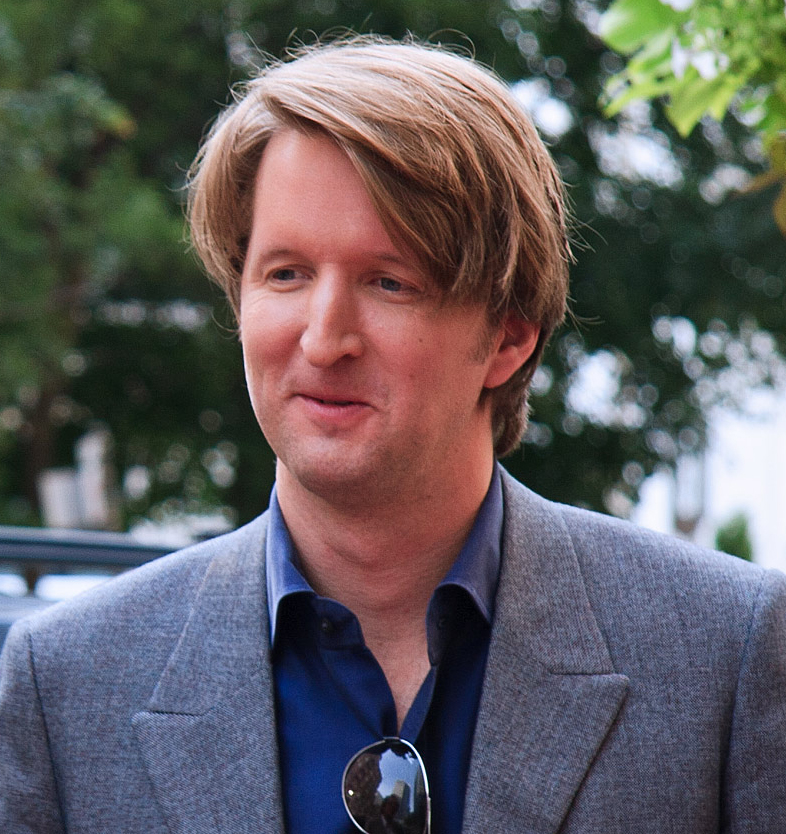
Том Гупер, режисер оскароносного фільму Промова короля

### Золотий глобус
68-ма церемонія вручення премії Голлівудської асоціації іноземної преси відбулася 16 січня 2011 року в Беверлі-Гіллз.
- Найкращий фільм (драма): Соціальна мережа
- Найкращий фільм (комедія або мюзикл): Дітки в порядку
- Найкращий режисер: Девід Фінчер (Соціальна мережа)
- Найкраща акторка (драма): Наталі Портман (Чорний лебідь)
- Найкращий актор (драма): Колін Ферт (Промова короля)
- Найкращий фільм іноземною мовою: У кращому світі (Данія)

### BAFTA
64-та церемонія вручення премії Британської академії телебачення та кіномистецтва відбулась 13 лютого 2011 року в Лондоні.
- Найкращий фільм: Промова короля
- Найкращий Британський фільм: Промова короля
- Найкращий режисер: Девід Фінчер (Соціальна мережа)
- Найкраща акторка: Наталі Портман (Чорний лебідь)
- Найкращий актор: Колін Ферт (Промова короля)
- Найкраща акторка другого плану: Гелена Бонем Картер (Промова короля)
- Найкращий актор другого плану: Джеффрі Раш (Промова короля)
- Найкращий анімаційний фільм: Історія іграшок 3
- Найкращий фільм іноземною мовою: Дівчина з татуюванням дракона (Швеція)

### Оскар
83-тя церемонія вручення премії Американської академії кіномистецтва відбулася 27 лютого 2011 року в Лос-Анджелесі.
- Найкращий фільм: Промова короля
- Найкращий режисер: Том Гупер (Промова короля)
- Найкраща акторка: Наталі Портман (Чорний лебідь)
- Найкращий актор: Колін Ферт (Промова короля)
- Найкраща акторка другого плану: Мелісса Лео (Боєць)
- Найкращий актор другого плану: Крістіан Бейл (Боєць)
- Найкращий анімаційний повнометражний фільм: Історія іграшок 3
- Найкращий документальний фільм: Внутрішня справа
- Найкращий фільм іноземною мовою: У кращому світі (Данія)

### Канни
64-й Каннський міжнародний кінофестиваль проходив 11-22 травня 2011 року в Каннах.
- Золота пальмова гілка: Древо життя — режисер: Терренс Малік
- Найкращий режисер: Ніколас Віндінґ Рефн (Драйв)
- Найкраща акторка: Кірстен Данст (Меланхолія)
- Найкращий актор: Жан Дюжарден (Артист)
- Найкращий короткометражний фільм: Крос — режисер Марина Врода (Україна)

### Європейський кіноприз
24 церемонія вручення нагород Європейської кіноакадемії відбулася 3 грудня 2011 року в Берліні.
- Найкращий європейський фільм: Меланхолія
- Найкращий режисер: Сюзанна Бір (У кращому світі)
- Найкраща акторка: Тільда Свінтон (Щось не так з Кевіном)
- Найкращий актор: Колін Ферт (Промова короля)
- Найкращий документальний фільм: Піна

## Топ 10 Найкасовіших фільмів року
| Місце | Назва                                          | Студія                       | Світові касові збори, $ |
| ----- | ---------------------------------------------- | ---------------------------- | ----------------------- |
| 1     | Гаррі Поттер та Смертельні Реліквії: частина 2 | Warner Bros.                 | 1 328 111 219           |
| 2     | Трансформери: Темний бік Місяця                | Paramount Pictures           | 1 123 746 996           |
| 3     | Пірати Карибського моря: На дивних берегах     | Walt Disney Pictures         | 1 043 871 802           |
| 4     | Сутінки. Сага. Світанок. Частина 1             | Summit Entertainment         | 705 058 657             |
| 5     | Місія неможлива: протокол «Фантом»             | Paramount Pictures           | 693 054 071             |
| 6     | Панда Кунг-Фу 2                                | DreamWorks Animation         | 665 692 281             |
| 7     | Форсаж 5: Пограбування в Ріо                   | Universal Pictures           | 626 137 675             |
| 8     | Похмілля-2: з Вегаса до Бангкока               | Warner Bros.                 | 581 464 305             |
| 9     | Смурфики                                       | Columbia Pictures            | 563 749 323             |
| 10    | Тачки 2                                        | Walt Disney Pictures / Pixar | 551 852 396             |

| Місце | Назва                                          | Дистриб'ютор (в Україні) | Касові збори в Україні, $ |
| ----- | ---------------------------------------------- | ------------------------ | ------------------------- |
| 1     | Пірати Карибського моря: На дивних берегах     | B&H                      | 5 268 571                 |
| 2     | Кіт у чоботях                                  | B&H                      | 4 107 338                 |
| 3     | Трансформери: Темний бік Місяця                | B&H                      | 4 085 682                 |
| 4     | Гаррі Поттер та Смертельні Реліквії: частина 2 | Kinomania                | 3 558 720                 |
| 5     | Службовий роман. Наш час                       | n/a                      | 2 795 748                 |
| 6     | Висоцький. Спасибі, що живий                   | Cinergia                 | 2 678 165                 |
| 7     | Шерлок Холмс: Гра тіней                        | Kinomania                | 2 603 009                 |
| 8     | Тачки 2                                        | B&H                      | 2 470 971                 |
| 9     | Сутінки Сага: Світанок — Частина 1             | UFD                      | 2 423 266                 |
| 10    | Ялинки 2                                       | UFD                      | 2 368 155                 |

## Фільми
Нижче наведені таблиці фільмів відсортованих відносно дати виходу в прокат в Україні.

### Січень— Березень
| Прем'єра        | Прем'єра | Назва                                       | Виробництво                                  | Актори й Творці |
| --------------- | -------- | ------------------------------------------- | -------------------------------------------- | --- |
| С І Ч Е Н Ь     | 5        | Турист                                      | Columbia Pictures                            | Флоріан Генкель фон Доннерсмарк (режисер); Джуліан Фелловс, Крістофер МакКорі, Джеффрі Нахманов (сценарій); Джонні Депп, Анджеліна Джолі, Пол Беттані                                                                                  |
| С І Ч Е Н Ь     | 6        | Ведмідь Йогі                                | Warner Bros. Pictures                        | Ерік Бревіг (режисер); Ден Екройд, Джастін Тімберлейк, Том Кавана, Анна Фаріс, Тодд Джозеф Міллер, Ендрю Дейлі, Нет Корддрі |
| С І Ч Е Н Ь     | 13       | Ранковий підйом                             | Paramount Pictures                           | Роджер Мічелл (режисер); Гаррісон Форд, Рейчел МакАдамс, Дайан Кітон, Джефф Голдблум, Патрік Вілсон |
| С І Ч Е Н Ь     | 13       | Час відьом                                  | Rogue Pictures                               | Домінік Сена (режисер); Брагі Шут (сценарій); Ніколас Кейдж, Рон Перлмен, Стефан Кемпбелл Мур, Клер Фой, Стефан Грохем, Крістофер Лі                                                                                                   |
| С І Ч Е Н Ь     | 27       | Кохання та інші ліки                        | 20th Century Fox                             | Едвард Цвік (режисер); Чарльз Рандольф (сценарій); Енн Гетевей, Джейк Гайленхоол, Джуді Грір, Гебріел Мачт, Олівер Плотт, Гонк Азаріа, Джилл Клейбер, Джордж Сегал, Кетерін Віннік, Джош Гад, Джемі Александр, Ніккі ДеЛоч             |
| С І Ч Е Н Ь     | 27       | Бурлеск                                     | Screen Gems                                  | Стівен Антін (режисер); Крістіна Агілера, Шер, Кем Жиганде, Алан Каммін, Стенлі Тучі, Крістен Белл, Джуліанн Гаф, Пітер Галлаєр, Ерік Дейн, Челсі Трейллі, Тенні                                                                       |
| С І Ч Е Н Ь     | 27       | Відчайдушна домогосподарка                  | Mandarin Cinéma, Production Services Belgium | Франсуа Озон (режисер, сценарист); Ерік Алтмейер, Ніколас Алтмейер (продюсери); П'єр Баріле, Жан-П'єр Гроді (сценарій); Катрін Денев, Жерар Депардьє, Фабрік Лукіні, Карін Віярд, Джудіт Годреше, Жеремі Реньє                         |
| Л Ю Т И Й       | 3        | Механік                                     | CBS Films                                    | Саймон Вест (режисер); Річард Венк, Льюїс Джон Карліно (сценарій); Джейсон Стейтем, Бен Фостер, Дональд Сетерленд, Тоні Голдвін |
| Л Ю Т И Й       | 3        | Санктум                                     | Universal Pictures                           | Алістер Грірсон (режисер); Джеймс Камерон (продюсер); Джон Гарвін (сценарій); Річард Роксберг, Йоан Гріффіт, Еліс Паркінсон, Елісон Кретчлі                                                                                            |
| Л Ю Т И Й       | 3        | Без обману                                  | Universal Pictures                           | Рон Говард (режисер); Аллан Лоуб (сценарій); Вінс Вон, Кевін Джеймс |
| Л Ю Т И Й       | 3        | Зелений шершень                             | Columbia Pictures                            | Мішель Гондрі (режисер); Еван Голдберг, Сет Рожен (сценарій); Сет Рожен, Крістоф Вальц, Джей Чой, Камерон Діас |
| Л Ю Т И Й       | 10       | Більше ніж секс                             | Paramount Pictures                           | Іван Рейтмен (режисер); Елізабет Мерівезер (сценарій); Ештон Катчер, Наталі Портман, Кері Елвс, Кевін Клайн |
| Л Ю Т И Й       | 10       | Кроляча нора                                | Lionsgate                                    | Джон Камерон Мітчел (режисер); Девід Ліндсей-Абейр (сценарій); Ніколь Кідман, Аарон Екгард, Сандра Ох |
| Л Ю Т И Й       | 17       | Викрутаси                                   | Базелевс                                     | Леван Габріадзе (режисер), Тимур Бекмамбетов (продюсер), Мілла Йовович, Костянтин Хабенський, Іван Ургант |
| Л Ю Т И Й       | 17       | Ти зустрінеш таємничого незнайомця          | Sony Pictures Classics                       | Вуді Аллен (режисер, сценарист), Ентоні Гопкінс, Антоніо Бандерас, Гемма Джоунс, Фріда Пінто, Наомі Воттс, Джош Бролін, Люсі Панч, Юен Бремнер                                                                                         |
| Л Ю Т И Й       | 17       | Орел дев'ятого легіону                      | Focus Features                               | Кевін Макдонадьд (режисер); Джеремі Брок (сценарій); Ченнінг Татум, Джемі Белл, Дональд Сутерленд, Марк Стронг |
| Л Ю Т И Й       | 17       | Невідомий                                   | Warner Bros.                                 | Жом Коллет-Серра (режисерр); Олівер Батчер, Стефан Корнвелл, Карл Гаджусек (сценарій); Ліам Нісон, Діана Крюгер, Дженуері Джонс |
| Л Ю Т И Й       | 17       | Справжня мужність                           | Paramount Pictures                           | Джоел Коен, Етан Коен (режисери, сценаристи); Джефф Бріджес, Метт Деймон, Джош Бролін, Гейлі Стейнфелд, Баррі Пеппер |
| Л Ю Т И Й       | 24       | Звідки ти знаєш                             | Columbia Pictures                            | Джеймс Лоренс Брукс (режисер, сценарист); Різ Вітерспун, Пол Рудд, Овен Вілсон, Джек Ніколсон |
| Л Ю Т И Й       | 24       | Я номер чотири                              | DreamWorks Pictures / Touchstone Pictures    | Деніел Джон Карусо (режисер; Аль Гу, Майлс Міллар (сценарій); Алекс Петтіфер, Тімоті Оліфант, Діана Аргон, Тереза Палмер, Кевін Дюренд, Джейк Ейбел, Каллан МакОуляйфф                                                                 |
| Л Ю Т И Й       | 24       | Гномео та Джульєтта                         | Touchstone Pictures                          | Келлі Есбюрі (режисер); Роб Спарклінг, Джон Р. Сміт, Кевін Сесіл, Енді Райлі, Марк Бартон (сценарій); Джеймс МакЕвой, Емілі Блант, Джейсон Стейтем, Ешлі Дженсен, Майкл Кейн, Патрік Стюарт, Метт Лукас, Стефан Мерчент, Джим Каммінгс |
| Л Ю Т И Й       | 24       | Король говорить!                            | The Weinstein Company                        | Том Гупер (режисер); Девід Сейдлер (сценарій); Колін Ферт, Джеффрі Раш, Гелена Бонем Картер |
| Л Ю Т И Й       | 24       | Дітки в порядку                             | Focus Features                               | Ліза Холоденко (режисер); Аннетт Бенінг, Джуліанн Мур, Міа Васіковська, Джошуа Хатчерсон, Марк Руффало |
| Б Е Р Е З Е Н Ь | 3        | Скажені перегони                            | Summit Entertainment                         | Патрік Люссьєр (режисер); Ніколас Кейдж, Ембер Хьод, Девід Морс |
| Б Е Р Е З Е Н Ь | 3        | Міняючи реальність                          | Universal Pictures                           | Джодж Нолфі (режисер, сценарист); Метт Деймон, Емілі Блант, Ентоні Мекі, Стемп Теренс, Шохре Агдашлу |
| Б Е Р Е З Е Н Ь | 3        | Дев'ять                                     | The Weinstein Company                        | Роб Маршалл (режисер); Деніел Дей-Льюїс, Маріон Котіяр, Пенелопа Крус, Джуді Денч, Кейт Хадсон, Ніколь Кідман, Софі Лорен, Стейсі Фергюсон                                                                                             |
| Б Е Р Е З Е Н Ь | 4        | Відвези мене додому                         | Rogue Pictures                               | Майкл Довз (режисер); Джекі Філго, Джефф Філго (сценарій); Тофер Грейс, Тереза Палмер, Анна Фаріс, Ден Фоглер, Мішель Трахтенберг |
| Б Е Р Е З Е Н Ь | 4        | Залізний лицар                              | Dragon International Film                    | Джонатан Інгліш (режисер); Джонатан Інгліш, Ерік Кастел (сценарій); Джеймс Пьюрфой, Брайан Кокс, Дерек Джейкобі, Кейт Мара, Пол Джиаматті                                                                                              |
| Б Е Р Е З Е Н Ь | 10       | Мами застрягли на Марсі                     | Walt Disney Pictures                         | Саймон Веллс (режисер); Сет Грін, Майнді Стерлінг, Ден Фоглер, Джоан К'юсак |
| Б Е Р Е З Е Н Ь | 10       | Чорний лебідь                               | Fox Searchlight Pictures                     | Даррен Аронофскі (режисер); Наталі Портман, Венсан Кассель, Міла Куніс, Вайнона Райдер |
| Б Е Р Е З Е Н Ь | 10       | Б'ютифул                                    | Focus Features                               | Алехандро Гонсалес Іньярріту (режисер, продюсер, сценарист); Хав'єр Бардем |
| Б Е Р Е З Е Н Ь | 10       | Завірена копія                              | MK2                                          | Аббас Кіаростамі (режисер, сценарист); Жульєт Бінош, Вільям Шімелл |
| Б Е Р Е З Е Н Ь | 10       | Зникнення на сьомій вулиці                  | Magnolia Pictures                            | Бред Андерсон (режисер); Ентоні Ясвінскі (сценарій); Тенді Ньютон, Хейден Крістенсен, Джон Легуізамо, Тейлор Грутіус, Джейкоб Латімор, Кортні Бенжамін, Артур Картрайт                                                                 |
| Б Е Р Е З Е Н Ь | 17       | Ранго                                       | Paramount Pictures                           | Гор Вербінскі (режисер); Джонні Депп, Ебігейл Бреслін, Айсла Фішер, Альфред Моліна, Рей Вінстоун, Гаррі Дін Стентон, Нед Бетті, Аланна Убач                                                                                            |
| Б Е Р Е З Е Н Ь | 17       | Глобальне вторгнення: Битва за Лос-Анджелес | Columbia Pictures                            | Джонатан Лейбсмен (режисер); Аарон Екгард, Мішель Родрігес, Майкл Пена, Бріджет Мойнаген, Адетокамбо ЕМ'Кромак |
| Б Е Р Е З Е Н Ь | 17       | Безмежний розум: області темряви            | Rogue Pictures                               | Ніл Бергер (режисер); Леслі Діксон (сценарій); Бредлі Купер, Роберт де Ніро, Еббі Корніш |
| Б Е Р Е З Е Н Ь | 17       | Службовий роман. Наш час                    | Студія Квартал-95 / Леополис                 | Сарік Андреасян (режисер); Володимир Зеленський (сценарій); Ходченкова Світлана, Володимир Зеленський, Марат Башаров, Анастасія Заворотнюк                                                                                             |
| Б Е Р Е З Е Н Ь | 17       | 127 годин                                   | Fox Searchlight                              | Денні Бойл (режисер); Джеймс Франко, Ембер Темблін, Ліззі Каплан |
| Б Е Р Е З Е Н Ь | 24       | Червона шапочка                             | Warner Brothers                              | Кетерін Хардвік (режисер); Аманда Сейфрід, Шіло Фернандез, Макс Айронс, Джулі Крісті, Гарі Олдмен |
| Б Е Р Е З Е Н Ь | 24       | Дружина напрокат                            | Columbia Pictures                            | Денніс Дуган (режисер); Аллан Лоуб, Тім Доулінг (сценарій); Адам Сендлер, Дженніфер Еністон, Ніколь Кідман, Бруклін Декер, Нік Свордсон, Дейв Метьюс                                                                                   |
| Б Е Р Е З Е Н Ь | 24       | Боєць                                       | Paramount Pictures                           | Девід Овен Расселл (режисер); Пол Аттанасіо, Льюїс Колік (сценарій); Марк Волберг, Крістіан Бейл, Емі Адамс, Мелісса Лео, Джек Мак-Гі                                                                                                  |
| Б Е Р Е З Е Н Ь | 24       | Мандри Гулівера                             | 20th Century Fox                             | Роб Леттермен (режисер); Джек Блек, Емілі Блант, Джейсон Сігел, Кетрін Тейт, Джеймс Корден, Аманда Піт, Кріс О'Доуд, Біллі Коноллі |
| Б Е Р Е З Е Н Ь | 24       | Прибулець Павло                             | Universal Pictures                           | Грег Мотолла (режисер); Нік Фрост, Саймон Пег (сценарій); Нік Фрост, Саймон Пег, Сет Рогер, Білл Гайдер, Крістен Віг, Джейсое Бейтман, Сігурні Вівер, Джейн Лінч, Джефрі Тембор                                                        |
| Б Е Р Е З Е Н Ь | 31       | Заборонений прийом                          | Warner Brothers                              | Зак Снайдер (режисер); Емілі Броулінг, Еббі Корніш, Джемі Чанг, Джена Малоне, Ванесса Гадженс, Карла Гуджіно, Скотт Гленн, Джон Генн, Оскар Айзек                                                                                      |
| Б Е Р Е З Е Н Ь | 31       | Ніколи не відпускай мене                    | Fox Searchlight Pictures                     | Марк Романек (режисер); Кері Малліган, Ендрю Гарфілд, Кіра Найтлі |
| Б Е Р Е З Е Н Ь | 31       | Великі матусі: Син як тато                  | 20th Century Fox                             | Джон Вайтселл (режисер); Метью Фогел, Ренді Майем Сінгер (сценарій); Мартін Лоренс, Брандон Тіматі Джексон, Джессіка Лукас, Фезон Лав, Портія Даблдей, Мішель Анг                                                                      |
| Б Е Р Е З Е Н Ь | 31       | Початковий код                              | Vendome Pictures                             | Данкан Джонс (режисер); Бен Ріплі (сценарій); Джейк Джилленголл, Мішель Монаган, Віра Фарміґа, Джеффрі Райт |
| Б Е Р Е З Е Н Ь | 31       | Зоряні воїни: шлях крізь Всесвіт            | Gorilla Pictures                             | Керр Гу (режисер, сценарист) |

### Квітень— Червень
| Прем'єра      | Прем'єра | Назва                                      | Виробництво                                    | Актори й Творці |
| ------------- | -------- | ------------------------------------------ | ---------------------------------------------- | --- |
| К В І Т Е Н Ь | 7        | Ріо                                        | 20th Century Fox                               | Карлос Салдана (режисер); Джессі Айзенберг, Енн Гетевей, Джордж Лопез, Трейсі Морган, Джемейн Клемент, Леслі Манн, Will.i.am, Джеймі Фокс |
| К В І Т Е Н Ь | 7        | Артур                                      | Warner Bros.                                   | Джейсон Вайнер (режисер); Рассел Бренд, Пітер Бейнгем (сценарій); Рассел Бренд, Гелен Міррен, Дженніфер Гарнер |
| К В І Т Е Н Ь | 7        | Смак ночі                                  | Constantin/Rat Pack Film Produktion GmbH       | Денніс Ганзель (режисер); Ян Бергер, Денніс Ганзель (сценарій); Кароліне Герфурт, Ніна Госс, Дженніфер Ульріх, Анна Фішер, Макс Реймельт, Арвед Бірнбаум |
| К В І Т Е Н Ь | 10       | Ларго Вінч: Змова у Бірмі                  | Pan Européenne                                 | Жером Салль (режисер); Філіп Франк, Жан Вен Оамм (сценарій); Томер Сіслі, Шерон Стоун, Улкріх Тукур |
| К В І Т Е Н Ь | 14       | Нещадний                                   | CBS Films / TriStar Pictures                   | Джордж Тіллмен молодший (режисер); Дуейн Джонсон, Мун Бладгуд, Біллі Боб Торнтон, Карла Гуджино |
| К В І Т Е Н Ь | 14       | Крик 4                                     | Dimension Films                                | Вес Крейвен (режисер); Кевін Вілльямсон (сценарій); Нів Кемпбелл, Кортні Кокс, Девід Аркетт, Емма Робертс, Гейден Панеттьєр, Рорі Калкін, Ніко Торторелла, Анна Паклін, Крістен Белл, Ентоні Андерсон, Мері МакДоннел |
| К В І Т Е Н Ь | 14       | Кримінальна фішка від Генрі                | Company Films                                  | Малкольм Венвілль (режисер); Саша Гервасі, Девід Н. Вайт, Стівен Гамель (сценарій); Кіану Рівз, Віра Фарміґа, Джуді Грір, Джеймс Каан |
| К В І Т Е Н Ь | 14       | Generation П                               | Room                                           | Віктор Гінзбург (режисер, сценарист); Володимир Єпіфанцев, Михайло Єфремов, Андрій Фомін, Іван Охлобистін, Володимир Меншов, Олександр Гордон, Олег Тактаров, Рената Литвинова |
| К В І Т Е Н Ь | 21       | Гоп                                        | Universal Pictures                             | Том Гілл (режисер); Сінко Пол, Кен Дауріо, Браян Лінч (сценарій); Рассел Бренд, Джеймс Марсден, Кейлі Куоко, Елізабет Перкінс, Генк Азаріа, Гері Коул, Девід Гаселлгофф, Челсі Гендлер, Г'ю Лорі |
| К В І Т Е Н Ь | 21       | Астрал                                     | FilmDistrict                                   | Джеймс Вон (режисер); Лі Воннелл (сценарій); Патрік Вілсон, Роуз Байрн, Барбара Герші |
| К В І Т Е Н Ь | 21       | Води слонам!                               | 20th Century Fox                               | Френсіс Лоренс (режисер); Річард Лагравенезе (screenplay); Роберт Паттінсон, Різ Візерспун, Крістоф Вальц |
| К В І Т Е Н Ь | 21       | Безшлюбний тиждень                         | New Line Cinema                                | Боббі Фарреллф, Пітер Фарреллі (режисери, сценаристи); Овен Вілсон, Джейсон Садейкіс, Дженна Фішер, Крістіна Епплгейт, Алісса Мілано, Джой Бехай, Стефан Мершан, Джеррі Брукс Смув, Річард Дженкінс, Александра Даддаріо |
| К В І Т Е Н Ь | 28       | Кохання ніколи не зрадить                  | Screen Gems                                    | Shana Feste (director/screenplay); Гвінет Пелтроу, Тім Мак-Гроу, Лейтон Містер, Гарретт Гедланд |
| К В І Т Е Н Ь | 28       | Форсаж 5: Пограбування в Ріо               | Universal Pictures                             | Джастін Лін (режисер); Він Дізель, Пол Волкер, Джордана Брюстер, Дуейн Джонсон, Тайрез Гібсон, Ludacris, Санг Канг, Гел Гедот, Метт Шазл, Тего Калдерон, Дон Омар, Ельза Патакі, Джоаквім де Алмеіда |
| К В І Т Е Н Ь | 28       | Тор                                        | Paramount Pictures, Marvel Studios             | Кеннет Бронег (режисер); Марк Потосевіч (сценарій); Кріс Гемсворт, Том Гіддлстон, Наталі Портман, Ентоні Гопкінс, Стеллан Скарсгард, Джеймі Александер, Колм Феоре, Джошуа Даллас, Таданобу Асано, Рей Стівенсон, Ідріс Ельба, Рен Руссо, Кет Деннін, Семюел Лірой Джексон |
| Т Р А В Е Н Ь | 5        | Священик                                   | Screen Gems                                    | Скотт Стьюарт (режисер); Пол Беттані, Кем Жиганде, Карл Урбан |
| Т Р А В Е Н Ь | 5        | Обряд                                      | New Line Cinema                                | Мікаель Гафстрем (режисер); Міхаель Петроні (сценарій); Колін О'Доноже, Ентоні Гопкінс, Марта Гастіні, Марія Гріція Кучінотта, Аліса Брага, Кіран Гіндс, Тобі Джоунс, Рутгер Гауер, Кріс Маркетте, Марія Каран, Торрі ДеВітто |
| Т Р А В Е Н Ь | 5        | Ханна                                      | Focus Features                                 | Джо Райт (режисер); Сет Лохгед, Девід Фарр (сценарій); Сірша Ронан, Кейт Бланшетт, Ерік Бана |
| Т Р А В Е Н Ь | 5        | Наречений напрокат                         | Warner Bros.                                   | Люк Грінфілд (director); Джінніфер Гудвін, Кейт Гадсон, Джон Кразінські, Колін Іглсфілд, Стів Гоуві |
| Т Р А В Е Н Ь | 12       | Тамара і секс                              | Ruby Films / BBC Films / WestEnd Films         | Стівен Фрірз (режисер); Джемма Артертон, Домінік Купер, Люк Еванс, Роджер Аллам |
| Т Р А В Е Н Ь | 19       | Пірати Карибського моря: На дивних берегах | Walt Disney Pictures                           | Роб Маршалл (режисер); Джонні Депп, Джеффрі Раш, Іян Макшейн, Пенелопа Крус, Кевін Макнеллі, Річард Гриффітс, Стівен Грем, Грег Елліс, Деміан О'Гейр, Джемма Вард, Сем Клафлін, Кіт Річардс, Астрід Берже-Фрісбі |
| Т Р А В Е Н Ь | 19       | Ще один рік                                | Sony Pictures Classics                         | Майк Лі (режисер, сценарист); Джим Бродбент, Імелда Стонтон, Леслі Менвілль |
| Т Р А В Е Н Ь | 26       | Потойбічне                                 | Warner Brothers                                | Клінт Іствуд (режисер); Пітер Морган (сценарій); Метт Деймон, Брайс Даллас Говард, Джей Мор |
| Т Р А В Е Н Ь | 26       | 600 кг золота                              | Aldabra films / Mandarin Films                 | Ерік Бенар (режисер); Кловіс Корнійяк, Одрі Дана, Патрік Шенэ, Клаудіо Сантамарія, Бруно Соло, Ерік Ебоні |
| Т Р А В Е Н Ь | 26       | Панда Кунг-Фу 2                            | Paramount Pictures / DreamWorks Animation      | Дженніфер Йах Нельсон (режисер); Джек Блек, Анджеліна Джолі, Дастін Гоффман, Джекі Чан, Сет Рожен, Люсі Лью, Девід Кросс, Гарі Олдмен, Мішелль Йео |
| Ч Е Р В Е Н Ь | 2        | Люди Ікс: Перший Клас                      | 20th Century Fox                               | Меттью Воун (режисер); Аві Арад (продюсер); Джеймс МакЕвой, Майкл Фассбендер, Кевін Бейкон, Роуз Байрн, Дженуері Джоунс, Ніколас Голт, Дженніфер Лоренс, Олівер Платт, Зої Кравіц, Селеб Лендрв Джонс, Лукас Тілл, Еді Гетегі, Джейсон Флемінг, Білл Мілнер, Морган Ліллі |
| Ч Е Р В Е Н Ь | 2        | Похмілля-2: з Вегаса до Бангкока           | Warner Bros.                                   | Тодд Філліпс (режисер); Бредлі Купер, Ед Гелмс, Зак Галіфіанакіс, Гізер Грем, Джастін Барта |
| Ч Е Р В Е Н Ь | 9        | Вінні Пух                                  | Walt Disney Pictures                           | Стефан Дж. Андерсон, Дон Голл (режисери); Джим Каммінгс, Том Кенні, Крег Фергусон, Ді Бредлі Бейкер, Пітер Куллен, Оревіс Оутс, Бад Лакі, Джон Кліз |
| Ч Е Р В Е Н Ь | 9        | Палата                                     | Premiere Picture                               | Джон Карпентер (режисер); Ембер Г'од, Деніелль Панабейкер, Міка Бурем, Джейрд Гарріс |
| Ч Е Р В Е Н Ь | 16       | Зелений ліхтар                             | Warner Bros.                                   | Мартін Кемпбелл (режисер); Райан Рейнольдс, Блейк Лайвлі, Пітер Сарсгаард, Марк Стронг, Тім Роббінс |
| Ч Е Р В Е Н Ь | 16       | Супер 8                                    | Paramount Pictures / Bad Robot                 | Джефрі Джейкоб Абрамс (режисер, сценарист); Ель Феннінг, Кайл Чендлер, Аманда Мічалка |
| Ч Е Р В Е Н Ь | 16       | Древо життя                                | Fox Searchlight Pictures                       | Терренс Малік (режисер, сценарист); Бред Пітт? Шон Пенн, Джессіка Честейн, Фіона Шоу |
| Ч Е Р В Е Н Ь | 23       | Тачки 2                                    | Walt Disney Pictures / Pixar Animation Studios | Джон Лассетер, Бред Льюїс (режисери); Овен Вілсон, Ларрі Кейбл Гай, Майкл Кітон, Річард Петті, Тоні Шелоуб, Гвідо Кароні, Пол Дулі, Джон Ратценбергер, Бонні Гант, Чіч Мерін, Дженіфер Льюїс, Майкл Вейлліс, Кетрін Гелмонд, Майкл Кейн, Емілі Мортімер, Джейсон Айзекс, Томас Кретчмен, Джо Мантенья, Пітер Джекобсон, Джон Туртурро, Франко Неро, Ванесса Редгрейв, Едді Іззард, Брюс Кемпбелл                                                           |
| Ч Е Р В Е Н Ь | 30       | Трансформери: Темний бік Місяця            | DreamWorks Pictures / Paramount Pictures       | Майкл Бей (режисер), Ерен Крюгер (сценарій), Шайа Лабаф, Роузі Гантінгтон-Вайтлі, Рамон Родрігез, Тоні Тодд, Джон Туртурро, Кевін Данн, Джулі Вайт, Френсіс МакДорманд, Кен Єонг, Джон Малкович, Рей Парк, Тайріс Гібсон, Патрік Демпсі, Джош Демел, Алан Тад'юк, Кім Вайтлі, Гленн Морсшауер, Лестер Спейт, Пітер Каллен, Марк Раян, Джеймс Ейвері, Г'юґо Вейверінг, Джесс Горнелл, Роберт Фоксворт, Андре Согліуцо, Том Кенні, Рено Вілсон, Френк Велкер |
| Ч Е Р В Е Н Ь | 30       | Бобер                                      | Summit Entertainment                           | Джоді Фостер (режисер); Кайл Кіллен (сценарій); Мел Гібсон, Джоді Фостер, Антон Єльчин |

### Липень— Вересень
| Прем'єра        | Прем'єра | Назва                                          | Виробництво                              | Актори й Творці |
| --------------- | -------- | ---------------------------------------------- | ---------------------------------------- | --- |
| Л И П Е Н Ь     | 7        | Училка                                         | Columbia Pictures                        | Джейк Касдан (режисер); Лі Айнсберг, Джен Ступницькі (сценарій); Камерон Діас, Джейсон Сігел, Джастін Тімберлейк, Люсі Панч, Джон Майкл Хігінс |
| Л И П Е Н Ь     | 7        | Монте Карло                                    | 20th Century Fox                         | Том Безуча (режисер); Том Безуча, Марія Мадженті, Епріл Блейр (сценарій); Селена Гомес, Лейтон Містер, Кеті Кессіді, Енді Макдавелл |
| Л И П Е Н Ь     | 7        | Повстання Планети мавп                         | 20th Century Fox                         | Руперт Ваятт (режисер); Аманда Сілвер, Рік Джаффа (сценарій); Джеймс Франко, Фріда Пінто, Джон Літгоу, Енді Серкіс, Браян Кокс, Томас Фелтон, Девід Оєлво |
| Л И П Е Н Ь     | 7        | Пінгвіни містера Поппера                       | 20th Century Fox                         | Марк Вотерс (режисер); Джим Керрі, Карла Гуджино, Анджела Ленсбері, Офелія Ловібонд |
| Л И П Е Н Ь     | 13       | Гаррі Поттер та Смертельні Реліквії: частина 2 | Warner Bros.                             | Девід Йєтс (director); Деніел Редкліфф, Руперт Грінт, Емма Вотсон, Гелена Бонем Картер, Роббі Колтрейн, Варвік Дейвіс, Томас Фелтон, Ральф Файнс, Майкл Гембон, Кайран Гіндс, Гарт Джон, Джейсон Ісаакс, Метью Льюїс, Еванна Лінч, Келлі Макдональд, Гелен МакКорі, Гарі Олдмен, Алан Рікман, Меггі Сміт, Наталія Тена, Давид Тьюліс, Джулі Волтерс, Марк Вільямс, Бонні Райт |
| Л И П Е Н Ь     | 21       | Зоонаглядач                                    | Columbia Pictures                        | Френк Корачі (режисер); Нік Бакай (сценарій); Кевін Джеймс, Розаріо Доусон, Леслі Бібб |
| Л И П Е Н Ь     | 21       | Меланхолія                                     | Zentropa                                 | Ларс фон Трієр (режисер, сценарист); Луїза Вест (продюсер) ; Кірстен Данст, Кіфер Сазерленд, Шарлотта Генсбур, Александер Скаргорд, Шарлотта Ремплінг, Стеллан Скаргорд, Удо Кір, Джон Гарт |
| Л И П Е Н Ь     | 21       | Ларрі Краун                                    | Universal Pictures                       | Том Генкс (режисер, головна роль); Ніа Вардалос (сценарист); Джулія Робертс, Брайан Кренстон, Тараджи П. Хенсон, Ремі Малек, Джордж Такеї |
| Л И П Е Н Ь     | 28       | Король Лев 3D                                  | Walt Disney Pictures                     | Роджер Аллерс, Роб Мінкофф (режисери); Ірен Меччі (сценарист); Джонатан Робертс, Лінда Вулвертон |
| Л И П Е Н Ь     | 28       | Один день                                      | Focus Features                           | Лоун Шерфіг (режисер); Девід Ніхоллс (сценарій); Енн Гетевей, Джим Стерджесс |
| Л И П Е Н Ь     | 28       | Друзі по сексу                                 | Screen Gems                              | Вілл Глук (режисер); Джастін Тімберлейк, Міла Куніс, Вуді Гаррелсон, Патрісія Кларксон, Річард Дженкінс, Емма Стоун |
| Л И П Е Н Ь     | 28       | Перший месник                                  | Paramount Pictures / Marvel Studios      | Джо Джонсон (режисер); Кріс Еванс, Хайлі Етвелл, Х'юго Вейвінг, Семюел Лірой Джексон, Себастьян Стен, Тобі Джонс, Домінік Купер, Томмі Лі Джонс, Ніч МакДанау, Стенлі Туччі |
| Л И П Е Н Ь     | 28       | Ковбої проти Прибульців                        | DreamWorks Pictures / Universal Pictures | Джон Фавро (режисер); Деніел Крейг, Гаррісон Форд, Сем Роквелл, Олівія Вайлд, Ной Рінгер, Кленсі Браун, Вес Ст'юді, Пол Дано, Кейт Каррадін, Адам Біч, Ана де ла Регуера |
| С Е Р П Е Н Ь   | 4        | Нестерпні боси                                 | New Line Cinema                          | Сет Гордон (режисер); Міхель Марковіч, Джон Френсіс Делей, Джонатан Голдстейн (сценарій); Джейсон Бейтман, Чарлі Дей, Джеймі Фокс, Дженніфер Еністон, Кевін Спейсі, Колін Фаррелл, Дональд Сетерленд, Джулі Бовен |
| С Е Р П Е Н Ь   | 11       | Смурфики 3D                                    | Columbia Pictures                        | Раджа Госнелл (режисер); Ніл Патрік Харріс, Генк Азарія, Джейма Мейс, Софія Вергара |
| С Е Р П Е Н Ь   | 18       | Артур: ідеальній мільйонер                     | Warner Bros.                             | Джейсон Вайнер (режисер); Рассел Бренд, Пітер Бейнгем (сценарій); Рассел Бренд, Гелен Міррен, Дженіффер Гарнер |
| С Е Р П Е Н Ь   | 18       | Конан-варвар 3D                                | Lionsgate                                | Маркус Ніспел (режисер); Джейсон Момоа, Рон Перлман, Стівен Ленг, Рейчел Ніколс, Роуз Макгавен, Нонсо Анозі |
| С Е Р П Е Н Ь   | 18       | Хочу як ти                                     | Universal Pictures                       | Девід Добкін (режисер); Джон Лукас (сценарист); Райан Рейнольдс, Джейсон Бейтман, Леслі Манн, Олівія Вайлд, Алан Аркін |
| С Е Р П Е Н Ь   | 18       | Нічка жахів                                    | DreamWorks Pictures                      | Крейг Гіллеспі (режисер); Антон Єльчін, Колін Фаррелл, Крістофер Мінц-Плассе, Девід Теннант, Імоджен Путс, Тоні Коллетт |
| С Е Р П Е Н Ь   | 25       | Діти Шпигунів 4: Весь час Світу                | Dimension Films                          | Роберт Родрігес (режисер); Джессіка Альба, Деріл Сабара, Ровен Бленкхард, Мейсон Кук, Джоел МакГейл, Джеремі Пайвен, Антоніо Бандерас, Денні Трего, Алекса Вега |
| С Е Р П Е Н Ь   | 25       | Пункт призначення 5                            | New Line Cinema / Warner Bros.           | Стівен Куейл (режисер); Ніколас Д'Агосто, Емма Белл, Майлз Фішер, Арлен Ескарпетаб, Девід Кечнер, Тоні Тодд |
| С Е Р П Е Н Ь   | 25       | Один день                                      | Focus Features                           | Лоне Шерфіг (режисер); Енн Гетевей, Джим Стерджесс, Патриція Кларксон, Рейф Сполл, Кен Стотт, Ромола Гарай |
| С Е Р П Е Н Ь   | 25       | Липучка                                        | Foresight Unlimited                      | Роб Мінкофф (режисер); Патрик Демпсі, Ешлі Джад, Октавія Спенсер |
| В E P Е С E Н Ь | 1        | Аполлон 18                                     | Dimension Films                          | Гонсало Лопес-Галледжо (режисер); Тимур Бекмамбетов (продюсер); Ллойд Оуен, Воррен Крісті |
| В E P Е С E Н Ь | 1        | Народженні бути вільними (IMAX 3D прем'єра)    | Warner Brothers / Walker World Pictures  | Девід Лайклі (режисер); Морган Фрімен |
| В E P Е С E Н Ь | 1        | Щелепи 3D                                      | Rogue                                    | Девід Елліс (режисер); Сара Пакстон, Алісса Діаз, Дастін Мілліган, Кетрін МакФі, Джоел Мур |
| В E P Е С E Н Ь | 1        | Джейн Ейр                                      | Focus Features                           | Кері Фукунага (режисер); Міа Васіковська, Майкл Фассбендер, Джеймі Белл, Джуді Денч, Імоджен Путс, Саллі Хоукінс, Саймон МакБерні |
| В E P Е С E Н Ь | 8        | Коломбіана                                     | Sony Pictures Entertainment              | Олів'є Мегатон (режисер); Люк Бессон (продюсер), Зої Салдана, Майкл Вартан, Кліфф Кертіс, Ленни Джеймс, Каллум Блу, Джорді Молла |
| В E P Е С E Н Ь | 8        | Вагітний                                       | Enjoy Movies / Леополис                  | Сарік Андреасян (режисер); Дмитро Дюжев, Михайло Галустян, Анна Сєдокова, Вілле Хаапасало, Світлана Ходченкова, Дмитро Хрустальов, Дмитро Шаракоїс |
| В E P Е С E Н Ь | 8        | Спокусник                                      | Warner Bros.                             | Тіль Швайгер (режисер, головна роль), Емма Швайгер, Джасмін Джерат, Семюел Фінци, Мерет Беккер |
| В E P Е С E Н Ь | 15       | Агент Джонні Інгліш: Перезапуск                | Universal Pictures                       | Олівер Паркер (режисер); Ровен Аткінсон (продюсер, сценарист, головна роль), Джилліан Андерсон, Розамунд Пайк, Домінік Уест, Деніел Калуя, Річард Шіфф |
| В E P Е С E Н Ь | 15       | Піна 3D                                        | Neue Road Movies                         | Вім Вендерс (режисер, сценарист); Джеремі Томас (продюсер); Піна Бауш |
| В E P Е С E Н Ь | 15       | Пастка                                         | Hammer Film                              | Антті Йокінен (режисер, сценарист); Гіларі Свонк, Джеффрі Дін Морган, Крістофер Лі, Лі Пейс, Онжаню Елліс, Нана Візітор, Майкл Массі |
| В E P Е С E Н Ь | 22       | Погоня                                         | Lionsgate                                | Джон Сінглтон (режисер); Тейлор Лотнер, Лілі Коллінз, Альфред Моліна, Джейсон Айзекс, Марія Белло, Сігурні Вівер, Мікаел Нюквіст |
| В E P Е С E Н Ь | 22       | Це безглузде кохання                           | Warner Bros.                             | Джон Рекуа, Гленн Фікарра (режисери); Стів Керелл, Джуліанн Мур, Раян Гослінг, Емма Стоун, Джон Керролл Лінч, Маріса Томей, Кевін Бейкон |
| В E P Е С E Н Ь | 22       | Професіонал                                    | Open Road Films                          | Гарі МакКендрі (режисер); Джейсон Стейтем, Клайв Оуен, Івонн Страховскі, Домінік Перселл, Роберт де Ніро, Бен Мендельсон, Адеуейл Акіннуйє-Агбайє |
| В E P Е С E Н Ь | 29       | Шкіра, в якій я живу                           | El Deseo                                 | Педро Альмодовар (режисер, сценарист); Антоніо Бандерас, Елена Аная, Маріса Паредес, Бланка Суарес |
| В E P Е С E Н Ь | 29       | Скільки у тебе?                                | 20th Century Fox                         | Марк Майлод (режисер); Анна Фаріс, Кріс Еванс, Закарі Квінто, Томас Леннон |
| В E P Е С E Н Ь | 29       | П'ять наречених                                | Централ Партнершип                       | Карен Оганесян (режисер); Данило Козловський, Артур Смольянінов, Ліза Боярская, Світлана Ходченкова, Ірина Пегова, Валерій Золотухін |
| В E P Е С E Н Ь | 29       | Дім марень                                     | Universal Pictures                       | Джим Шерідан (режисер); Деніел Крейг, Рейчел Вайс, Наомі Воттс, Марк Вілсон, Еліас Котеас, Джейн Александр |

### Жовтень— Грудень
| Прем'єра        | Прем'єра | Назва                                  | Виробництво                                 | Актори й Творці |
| --------------- | -------- | -------------------------------------- | ------------------------------------------- | --- |
| Ж О В T E Н Ь   | 6        | Реальна сталь                          | DreamWorks Pictures / Touchstone Pictures   | Шон Леві (режисер); Джон Гейтінс (сценарій); Г'ю Джекмен, Кевін Дюранд, Еванджелін Ліллі, Ентоні Макі, Дакота Гойо                                                                                |
| Ж О В T E Н Ь   | 6        | Зараза                                 | Warner Bros.                                | Стівен Содерберг (режисер); Маріон Котіяр, Метт Деймон, Лоуренс Фішборн, Джуд Лоу, Гвінет Пелтроу, Кейт Вінслет                                                                                   |
| Ж О В T E Н Ь   | 6        | Опівночі в Парижі                      | Sony Pictures Classics                      | Вуді Аллен (режисер); Оуен Вілсон, Рейчел Макадамс, Маріон Котіяр, Кеті Бейтс, Едрієн Броді, Карла Бруні, Майкл Шин                                                                               |
| Ж О В T E Н Ь   | 13       | Мушкетери 3D                           | Summit Entertainment                        | Пол У.С Андерсон (режисер); Логан Лерман, Мілла Йовович, Меттью Макфейден, Рей Стівенсон, Люк Еванс, Мадс Міккелсен, Джеймс Корден, Джуно Темпл, Орландо Блум, Крістоф Вальц                      |
| Ж О В T E Н Ь   | 13       | Не бійся темряви                       | FilmDistrict / Miramax Films                | Трой Ніксі (режисер); Гільєрмо дель Торо (сценарист); Кеті Голмс, Гай Пірс, Бейлі Медісон, Джек Томпсон, Алан Дейл                                                                                |
| Ж О В T E Н Ь   | 13       | Я не знаю, як вона робить це           | The Weinstein Company                       | Дуглас МакГрат (режисер); Елін Брош МакКенна (сценарист); Сара Джессіка Паркер, Пірс Броснан, Грег Кіннер, Олівія Манн, Крістіна Гендрікс, Келсі Греммер, Сет Майєрс, Джейн Куртін                |
| Ж О В T E Н Ь   | 20       | Паранормальне явище 3                  | Paramount Pictures                          | Генрі Джуст, Еріель Шульман (режисери); Крістофер Б. Лендон (сценарист); Кеті Фезерстон, Спрейг Грейден, Брайан Боланд, Крістофер Ніколас, Марк Фредрікс                                          |
| Ж О В T E Н Ь   | 20       | Щось                                   | Universal Pictures                          | Маттіс Ван Гейніген мл. (режисер); Мері Елізабет Вінстед, Адевале Акінноуойе-Агбадже, Джоел Едгертон, Ульріх Томсен, Ерік Крістіан Олсен                                                          |
| Ж О В T E Н Ь   | 20       | Ромовий щоденник                       | FilmDistrict                                | Брюс Робінсон (режисер, сценарист); Джонні Депп, Ембер Герд, Аарон Екхарт, Джованні Рібізі |
| Ж О В T E Н Ь   | 20       | Закохані невротики                     | StudioCanal                                 | Жан-Пьєрр Амері (режисер, сценарист); Бенуа Пульворд, Ізабелль Карре, Лорелла Кравотта |
| Ж О В T E Н Ь   | 27       | Кіт у чоботях 3D                       | Paramount Pictures / DreamWorks Animation   | Кріс Міллер (режисер); Гільєрмо дель Торо (продюсер); Антоніо Бандерас, Сальма Гаєк, Зак Галіфіанакіс, Біллі Боб Торнтон, Емі Седаріс                                                             |
| Ж О В T E Н Ь   | 27       | Час                                    | 20th Century Fox                            | Ендрю Ніккол (режисер, сценарист); Джастін Тімберлейк, Аманда Сейфрід, Олівія Вайлд, Джонні Галекі, Метью Бомер, Вінсент Картайзер, Елена Сатін, Алекс Петтіфер, Кілліан Мерфі                    |
| Л И С Т О П А Д | 3        | Пригоди Тінтіна: Таємниця єдинорога 3D | Paramount Pictures / Columbia Pictures      | Стівен Спілберг (режисер); Пітер Джексон (продюсер); Стівен Моффат (сценарист); Джеймі Белл, Енді Серкіс, Саймон Пегг, Нік Фрост, Деніел Крейг, Тобі Джонс, Маккензі Крук                         |
| Л И С Т О П А Д | 3        | Головне — не боятися!                  | Davis Entertainment                         | Ніколь Кессел (режисер); Кейт Гадсон, Гаель Гарсія Берналь, Кеті Бейтс, Вупі Голдберг, Пітер Дінклейдж, Романі Малко                                                                              |
| Л И С Т О П А Д | 10       | Війна Богів: Безсмертні 3D             | Relativity Media                            | Терсем Сінгх (режисер); Генрі Кавілл, Стівен Дорфф, Люк Еванс, Келлан Латс, Фріда Пінто, Джон Гарт, Ізабель Лукас, Міккі Рурк                                                                     |
| Л И С Т О П А Д | 10       | Підстава                               | Lionsgate                                   | Майк Гюнтер (режисер, сценарист); 50 Cent, Брюс Вілліс, Райан Філліпп, Дженна Д'юен, Ренді Кутюр, Вілл Юн Лі, Джеймс Рімар                                                                        |
| Л И С Т О П А Д | 17       | Сутінки. Сага. Світанок: Частина 1     | Summit Entertainment                        | Біл Кондон (режисер); Меліса Розенберг (сценарист); Крістен Стюарт, Роберт Паттінсон, Тейлор Лотнер, Пітер Фачінеллі, Ешлі Грін, Келлан Латс, Джексон Ретбоун, Елізабет Різер                     |
| Л И С Т О П А Д | 17       | Анонім                                 | Columbia Pictures                           | Роланд Еммеріх (режисер); Різ Айфенс, Ванесса Редгрейв, Джоелі Річардсон, Давид Тьюліс, Ксав'єр Семюел, Себастьян Арместо, Рейф Сполл, Едвард Гоґґ, Джеймі Кемпбелл Бовер, Дерек Якобі            |
| Л И С Т О П А Д | 17       | Останнє кохання на Землі               | Zentropa                                    | Девід Маккензі (режисер); Ева Грін, Юен Мак-Грегор, Конні Нілсен, Стівен Діллейн, Юен Бремнер, Дункан Ерлі Джеймс                                                                                 |
| Л И С Т О П А Д | 17       | Бій з тінню 3 3D                       | Централ Партнершип                          | Олексій Сидоров (режисер); Денис Никифоров, Олена Панова, Андрій Панін |
| Л И С Т О П А Д | 24       | Як обікрасти хмарочос                  | Universal Pictures                          | Бретт Ретнер (режисер); Бен Стіллер, Едді Мерфі, Кейсі Аффлек, Алан Алда, Метью Бродерік, Теа Леоні, Майкл Пенья, Габурі Сідібе                                                                   |
| Л И С Т О П А Д | 24       | Чужі на районі                         | Screen Gems                                 | Джо Корніш (режисер); Джоді Віттакер, Джон Бойега, Алекс Есмейл, Нік Фрост |
| Л И С Т О П А Д | 24       | На межі ризику                         | Roadside Attractions                        | Джей Сі Чедор (режисер); Закарі Квінто (продюсер, актор), Пол Беттані, Джеремі Айронс, Саймон Бейкер, Мері МакДоннел, Демі Мур, Стенлі Туччі                                                      |
| Г Р У Д Е Н Ь   | 1        | Веселі ніжки 2 в 3D                    | Warner Bros. Pictures                       | Джордж Міллер (режисер, сценарист); Джон Павелл (композитор); Павло Костіцин та інші |
| Г Р У Д Е Н Ь   | 1        | Загін особливого призначення           | Studio Canal                                | Стефан Ребожад (режисер); Діана Крюгер, Джимон Гонсу, Бенуа Мажімель, Деніс Меночет, Мехді Неббу, Рафаель Персонас                                                                                |
| Г Р У Д Е Н Ь   | 1        | Висоцький. Спасибі, що живий           | Дирекция Кино                               | Петро Буслов (режисер); Микита Висоцький (сценарист, продюсер); Сергій Безруков, Оксана Акіньшина, Андрей Смоляков, Іван Ургант, Андрій Панін, Максим Леонідов                                    |
| Г Р У Д Е Н Ь   | 8        | Різанина                               | Sony Pictures Classics                      | Роман Полянський (режисер); Ясміна Реза (сценарист); Джоді Фостер, Джон С. Рейллі, Кейт Вінслет, Крістоф Вальц                                                                                    |
| Г Р У Д Е Н Ь   | 8        | Шпигун, вийди геть!                    | StudioCanal                                 | Томас Альфредсон (режисер); Гарі Олдмен, Колін Ферт, Том Гарді, Джон Гарт, Марк Стронг, Бенедикт Камбербетч, Чаран Гіндс                                                                          |
| Г Р У Д Е Н Ь   | 8        | Людина, яка змінила все                | Columbia Pictures                           | Беннетт Міллер (режисер); Аарон Соркін (сценарист); Бред Пітт, Джона Гілл, Філіп Сеймур Гоффман                                                                                                   |
| Г Р У Д Е Н Ь   | 15       | Місія неможлива: протокол «Фантом»     | Paramount Pictures / Bad Robot              | Бред Берд (режисер); Джош Епплбом, Андре Немек (сценарій); Том Круз, Вінг Реймс, Джеремі Реннер, Джош Голловей, Саймон Пег, Пола Паттон, Мікаел Нюквіст, Леа Сейду, Аніл Капур, Володимир Машков  |
| Г Р У Д Е Н Ь   | 15       | Ялинки 2                               | Базелевс                                    | Тимур Бекмамбетов (режисер, продюсер); Іван Ургант, Сергій Светлаков, Сергій Безруков, Володимир Меньшов, Гоша Куценко, Віра Брежнєва                                                             |
| Г Р У Д Е Н Ь   | 15       | Ірландець                              | Reprisal Films                              | Джон Майкл МакДонах (режисер); Брендан Глісон, Дон Чідл, Марк Стронг |
| Г Р У Д Е Н Ь   | 22       | Фантом 3D                              | 20th Century Fox                            | Кріс Горак (режисер); Тимур Бекмамбетов (продюсер); Олівія Тірлбі, Еміль Гірш, Рейчел Тейлор, Макс Мінгелла, Юель Чіннаман, Грег Кіннер                                                           |
| Г Р У Д Е Н Ь   | 22       | Місія «Різдвяний порятунок» 3D         | Columbia Pictures / Sony Pictures Animation | Сара Сміт (режисер, сенарист); Джеймс Макевой, Г'ю Лорі, Джим Бродбент, Білл Найі, Імелда Стонтон, Ешлі Дженсен                                                                                   |
| Г Р У Д Е Н Ь   | 29       | Шерлок Холмс: Гра тіней                | Warner Bros.                                | Гай Річі (режисер); Кіеран Мурлоні, Мішель Мурлоні (сценарій); Роберт Дауні, мол., Джуд Лоу, Джаред Гарріс, Нумі Рапас, Стівен Фрай, Келлі Райлі, Рейчел Макадамс, Едді Марсан, Джеральдін Джеймс |
| Г Р У Д Е Н Ь   | 29       | Монстр у Парижі 3D                     | EuropaCorp                                  | Бібо Бержерон (режисер); Люк Бессон (продюсер); Ванесса Параді, Матьє Шедід, Ґад Ельмалег, Людівін Санье                                                                                          |
| Г Р У Д Е Н Ь   | 29       | Елвін та бурундуки 3                   | 20th Century Fox                            | Майк Мітчелл (режисер); Джейсон Лі, Девід Кросс; озвучення: Джастін Лонг, Метью Грей Габлер, Джессі Маккартні                                                                                     |
| Г Р У Д Е Н Ь   | 29       | Іван Царевич і сірий вовк              | Мельница                                    | Володимир Торопчин (режисер); Никита Ефремов, Тетяна Буніна, Артур Смольянінов, Іван Охлобистін, Віктор Сухоруков, Михайло Боярський                                                              |
| Г Р У Д Е Н Ь   | 29       | Про що ще говорять чоловіки            | Квадрат                                     | Дмитро Д'яченко (режисер); Леонід Барац, Каміль Ларін, Ростислав Хаіт, Олександр Дємідов, Володимир Меньшов                                                                                       |

## Померли
- 2 січня:

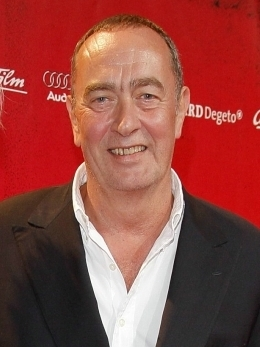
Бернд Айхінгер (1949—2011)

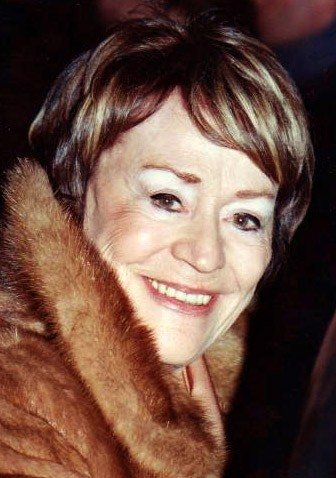
Анні Жирардо (1931—2011)

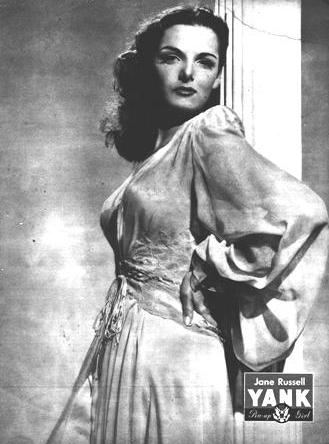
Джейн Расселл (1921—2011)

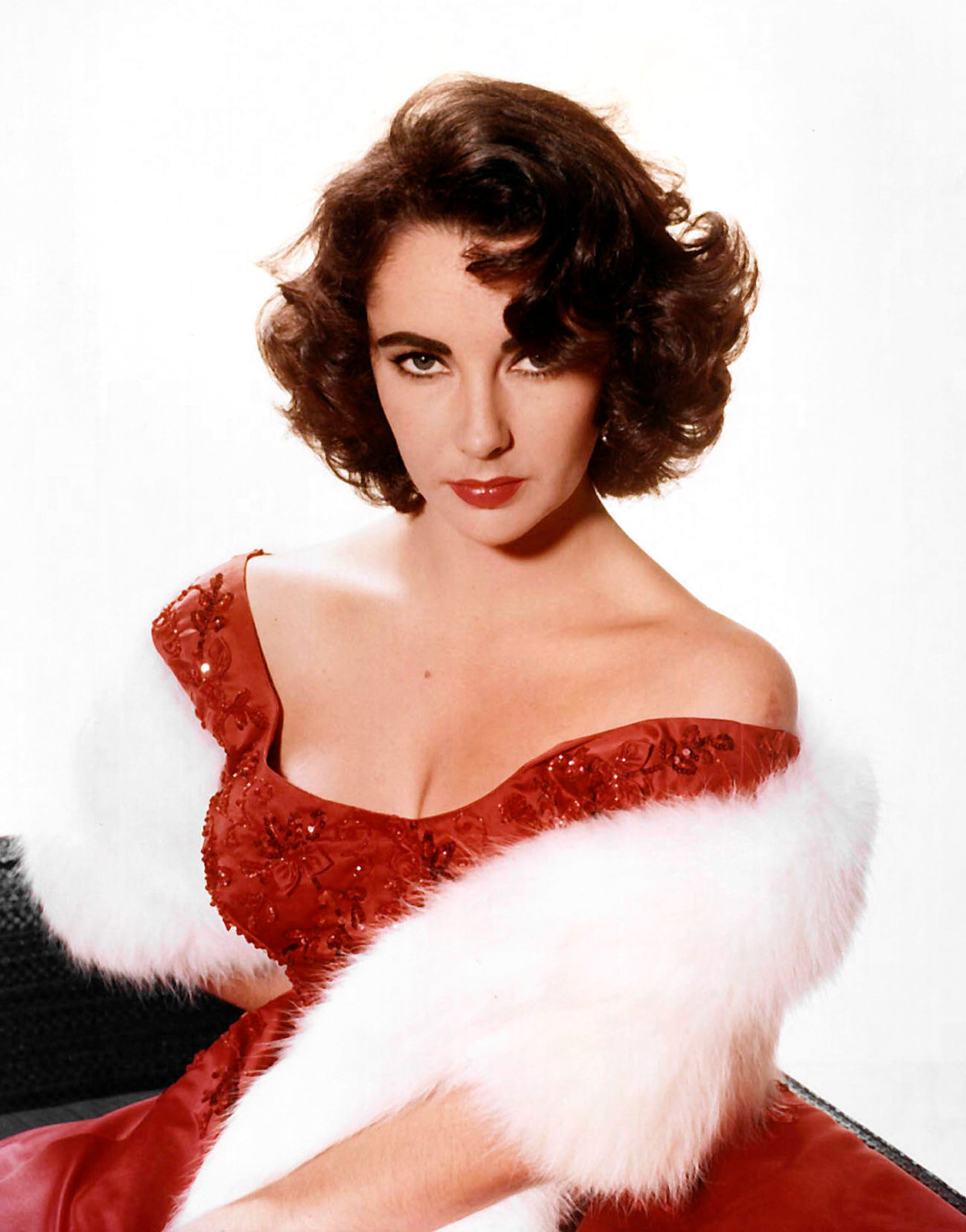
Елізабет Тейлор (1932—2011)

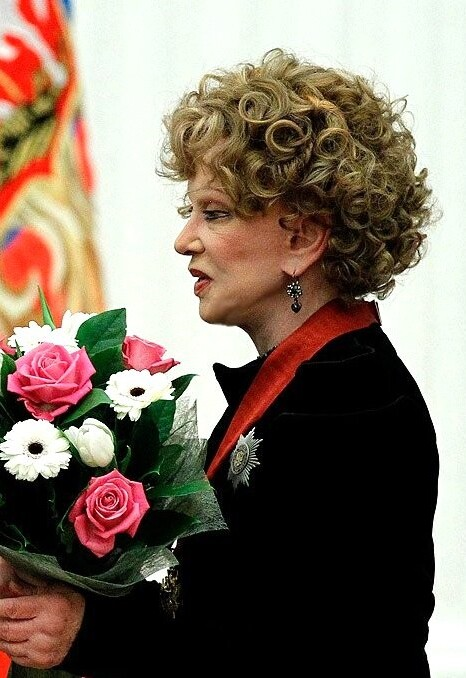
Людмила Гурченко (1935—2011)

  - Енн Френсіс, американська акторка, володарка премії Золотий глобус.
  - Піт Постлетуейт, англійський актор (Звичайні підозрювані, Початок, Битва титанів, Ромео+Джульєта, Чужий 3).
- 9 січня:
  - Пітер Єтс[en] — англійський режисер і продюсер (Булліт).
- 15 січня:
  - Сюзанна Йорк, британська акторка (Людина на всі часи, Загнаних коней пристрілюють, чи не так?).
- 24 січня:
  - Бернд Айхінгер, німецький режисер, актор, сценарист і продюсер (Оселя зла, Фантастична Четвірка).
- 30 січня:
  - Джон Баррі, англійський кіно-композитор (З Росії з любов'ю, Восьминіжка, Вид на вбивство, Діаманти залишаються назавжди, Мунрейкер).
- 1 лютого:
  - Совчі Тамара Дмитрівна, радянська і російська акторка.
- 3 лютого:
  - Марія Шнайдер, французька акторка (Останнє танго в Парижі, Джейн Ейр).
  - Шмига Тетяна Іванівна, радянська і російська співачка (ліричне сопрано), акторка оперети, театру і кіно.
- 4 лютого:
  - Кунін Володимир Володимирович, російський письменник, сценарист.
- 28 лютого:
  - Анні Жирардо, французька акторка театру та кіно.
  - Джейн Расселл, американська акторка та модель (Джентльмени надають перевагу білявкам).
- 2 березня:
  - Валерій Рубінчик, радянський кінорежисер і сценарист (Пригоди Тома Сойєра і Гекльберрі Фінна).
- 17 березня:
  - Майкл Гоф, англійський актор (Бетмен повертається, Сонна лощина, Аліса в Країні Чудес, Труп нареченої).
- 23 березня:
  - Елізабет Тейлор, британо-американська акторка («Батько нареченої», «Кішка на розпеченому даху», «Хто боїться Вірджинії Вульф?», «Флінстоуни»), колекціонерка мистецтва, активістка ВІЛ\СНІД- та ЛГБТ-рухів.
- 27 березня:
  - Саввіна Ія Сергіївна, радянська і російська акторка театру та кіно.
  - Фарлі Грейнджер[en] — американський актор («Мотузка»).
- 30 березня:
  - Людмила Гурченко, радянська акторка та співачка (Карнавальна ніч, Дівчина з гітарою, Балтійське небо).
- 9 квітня:
  - Сідні Люмет, американський режисер, продюсер, сценарист, актор (12 розгніваних чоловіків, Собачий полудень, Визнайте мене винним, Ігри диявола).
- 11 квітня:
  - Костюковський Яків Аронович, радянський драматург, сценарист художніх та мультиплікаційних фільмів.
- 22 квітня:
  - Михайло Козаков, радянський актор, режисер, сценарист.
- 24 квітня:
  - Марі-Франс Пізьє, французька акторка.
- 2 травня:
  - Лазарев Олександр Сергійович, російський актор.
- 3 травня:
  - Джекі Купер, американський драматург, сценарист.
- 14 травня:
  - Ричагова Наталія Сергіївна, радянська і російська кіноакторка.
- 27 травня:
  - Джеф Конавей[en], американський актор.
- 4 червня:
  - Капіанідзе Зураб Васильович, радянський і грузинський актор.
- 9 червня:
  - Винник Павло Борисович, радянський і російський актор.
- 14 червня:
  - Столярська Данута Альфредівна, радянська кіноакторка.

- 23 червня:

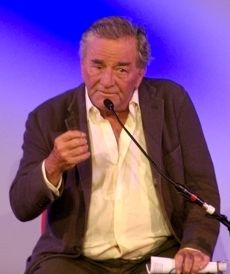
Пітер Фальк (1927—2011)

  - Пітер Фальк, американський актор, відоміший як лейтенант Коломбо.
- 2 липня:
  - Олівера Маркович, югославська та сербська акторка.
- 8 липня:
  - Робертс Блоссом, американський актор.
- 9 липня:
  - Панкова Тетяна Петрівна, радянська і російська акторка театру та кіно.
- 15 липня:
  - Швідлер Мальвіна Зіновіївна, українська акторка.
- 18 липня:
  - Підгорний Сергій Олександрович, український радянський актор.
- 24 липня:
  - Рум'янцева Алевтина Олексіївна, радянська і російська кіноакторка.
- 25 липня:
  - Міхаліс Какоянніс, грецький кінорежисер (Грек Зорба).
- 1 серпня:
  - Прохоренко Жанна Трохимівна, радянська російська акторка театру та кіно українського походження.
- 3 серпня:
  - Бубба Сміт, американський актор.
- 14 серпня:
  - Шаммі Капур[en], індійський актор і режисер.
- 22 серпня:
  - Лоріо, німецький комічний актор, режисер, письменник, художник-карикатурист та автор коміксів.
- 27 серпня:
  - Ія Саввіна, радянська і російська акторка театру та кіно.
- 10 вересня:
  - Кліфф Робертсон, американський актор, володар премії «Оскар» за найкращу чоловічу роль (1968).
- 11 вересня:
  - Кузьменков Юрій Олександрович, радянський і російський актор театру і кіно.
- 5 жовтня:
  - Стів Джобс, американський підприємець, засновник компаній Apple Inc., NeXT і мультиплікаційної студії Pixar.
  - Чарльз Неп'єр, американський актор (Мовчання ягнят, Остін Паверс: Міжнародна людина-загадка, Рембо: Перша кров, частина ІІ, Філадельфія).
- 6 жовтня:
  - Ада Лундвер, радянська естонська акторка та естрадна співачка.
  - Дайан Сіленто[en] — австралійська акторка.
- 7 жовтня:
  - Джордж Бейкер (актор)[en] — англійський актор (На секретній службі Її Величності).
- 13 жовтня:
  - Барбара Кент, канадська акторка німого кіно.
- 17 жовтня:
  - Чхиквадзе Рамаз Григорович, радянський та грузинський актор театру і кіно.
- 26 жовтня:
  - Лапшин Ярополк Леонідович, радянський і російський кінорежисер, сценарист.
- 15 листопада:
  - Лев Борисов, російський актор.
- 18 листопада:
  - Карапетян Артем Якович, радянський і російський актор театру та кіно, майстер дубляжу.
- 27 листопада:
  - Кен Рассел[en], англійський режисер.
- 7 грудня:
  - Гаррі Морган[en] — американський актор.
- 22 грудня:
  - Косих Віктор Іванович, радянський і російський актор театру та кіно.
- 26 грудня:
  - Педро Армендаріс (молодший)[en] — мексиканський актор (Ліцензія на вбивство).

## Виноски
1. ↑  2011 Preview: Sequels - Now, More Than Ever. Box Office Mojo. Архів оригіналу за 8 липня 2013. Процитовано 9 січня 2012.
2. ↑  2011 Worldwide Grosses. Box Office Mojo. Архів оригіналу за 8 липня 2013. Процитовано 26 січня 2012.
3. ↑  2011 Ukraine Yearly Box Office. Box Office Mojo. Архів оригіналу за 8 липня 2013. Процитовано 26 січня 2012.